# Pupina difficilis
Pupina difficilis е вид коремоного от семейство Pupinidae.

## Разпространение
Видът е разпространен в Палау.